# Словенія на Чемпіонаті світу з легкої атлетики 2017
Словенія на Чемпіонаті світу з легкої атлетики 2017, що проходив з 4 по 13 серпня 2017 року в Лондоні (Велика Британія) була представлена 7 спортсменами.

## Результати

### Чоловіки
Трекові і шосейні дисципліни
| Спортсмен   | Дисципліна | Забіги    | Забіги | Півфінал        | Півфінал        | Фінал           | Фінал           |
| Спортсмен   | Дисципліна | Результат | Місце  | Результат       | Місце           | Результат       | Місце           |
| ----------- | ---------- | --------- | ------ | --------------- | --------------- | --------------- | --------------- |
| Лука Янежич | 400 м      | 46.06     | 36     | Завершив виступ | Завершив виступ | Завершив виступ | Завершив виступ |
| Рок Пухар   | Марафон    | Н/Д       | Н/Д    | Н/Д             | Н/Д             | 2:33:12         | 66              |

### Жінки
Трекові і шосейні дисципліни
| Спортсмен    | Дисципліна        | Забіги    | Забіги | Півфінал         | Півфінал         | Фінал            | Фінал            |
| Спортсмен    | Дисципліна        | Результат | Місце  | Результат        | Місце            | Результат        | Місце            |
| ------------ | ----------------- | --------- | ------ | ---------------- | ---------------- | ---------------- | ---------------- |
| Аніта Горват | 400 м             | 52.78     | 38     | Завершила виступ | Завершила виступ | Завершила виступ | Завершила виступ |
| Агата Зупін  | 400 м з бар'єрами | 56.54     | 27 Q   | 57.05            | 21               | Завершила виступ | Завершила виступ |

Технічні дисципліни
| Спортсмен     | Дисципліна         | Кваліфікація | Кваліфікація | Фінал            | Фінал            |
| Спортсмен     | Дисципліна         | Результат    | Місце        | Результат        | Місце            |
| ------------- | ------------------ | ------------ | ------------ | ---------------- | ---------------- |
| Маруша Чепнюл | Стрибки у висоту   |              |              |                  |                  |
| Тіна Шутей    | Стрибки з жердиною | 4.35         | =15          | Завершила виступ | Завершила виступ |
| Мартіна Ратей | Метання списа      | 65.64 SB     | 2 Q          | 61.05            | 9                |